# ماجورا في5
ماجورا في5 (بالإنجليزية: MAGURA V5) (جهاز روبوتي مسير للحراسة البحرية ذاتية القيادة من النوع في)  هي مركبة سطحية مسيرة متعددة الأغراض أوكرانية طورت لتستخدمها المديرية الرئيسية للمخابرات في أوكرانيا، قادرة على أداء مهام مختلفة: المراقبة والاستطلاع والدوريات والبحث والإنقاذ ومكافحة الألغام والأمن البحري ومهام القتال.

## التطوير
وقعت المديرية الرئيسية للمخابرات عقودًا لتصميم سفن سطحية غير مأهولة جديدة مع شركات خاصة عملت سابقًا مع جهاز الأمن الأوكراني في تصميم السفن السطحية غير المأهولة، ولكن شراكاتها انتهت بسبب النزاعات مع جهاز الأمن الأوكراني حول مواصفات المشروع والميزانية. أقيمت شراكة جديدة مع المديرية الرئيسية للمخابرات والتي بدأت المشروع الذي طور في النهاية ماجورا في5.
في نوفمبر 2022، أعلنت الحكومة الأوكرانية عن تطوير مركبة مسيرة قتالية سطحية أوكرانية بمدى يصل إلى 800 كم. عُرضت المركبة أول مرة في المعرض الدولي لصناعة الدفاع، الذي أقيم في الفترة من 25 إلى 28 يوليو 2023، في إسطنبول، تركيا. في 29 يوليو 2023، أكد تقرير لشبكة سي إن إن أن قارب الكاميكازي ماجورا في5 لم يكن فقط نموذجًا للعرض ولكن أيضًا كنظام عامل في الخدمة.
على عكس سي بيبي الذي يستخدمه جهاز الأمن الأوكراني، والذي يحمل حمولة متفجرة أثقل ويستخدم في المقام الأول لضرب الأهداف الثابتة مثل السفن الراسية في الميناء، تم تصميم ماجورا في5 لضرب السفن الحربية في البحر بسبب حجمها الأصغر وقدرته على المناورة بشكل أفضل.
أُدخل كل من ماجورا وسي بيبي إلى اللواء 385 لمركبات السطح المسيرة بعد تشكيله كأول وحدة لمركبات السطح المسيرة في العالم في أغسطس 2023 إلا أن أفراد اللواء كانوا لا يزالون تابعين للمديرية الرئيسية للمخابرات وجهاز الأمن.

## الاستخدام التشغيلي
في نوفمبر 2023، في استخدام تشغيلي موثق للمركبة البحرية المسيرة، دُمرت مركبة إنزال من فئة سيرنا ومركبة إنزال من فئة أكولا كانتا راسية في قاعدة بحرية روسية في تشورنومورسكي، في غرب شبه جزيرة القرم.
في الأول من فبراير 2024، ضربت عدة مركبات مسيرة من طراز ماجورا في5 وأغرقت سفينة الصواريخ من فئة إفانوفيتس في البحر الأسود بالقرب من بحيرة دونوزلاف في شبه جزيرة القرم.
في 14 فبراير 2024، استُخدمت العديد من مركبات ماجورا في5 لمهاجمة وإغراق سفينة الإنزال الكبيرة تسيزار كونيكوف بالقرب من ألوبكا في شبه جزيرة القرم المحتلة من قبل روسيا. وقد أكدت مصادر روسية غرق السفينة.

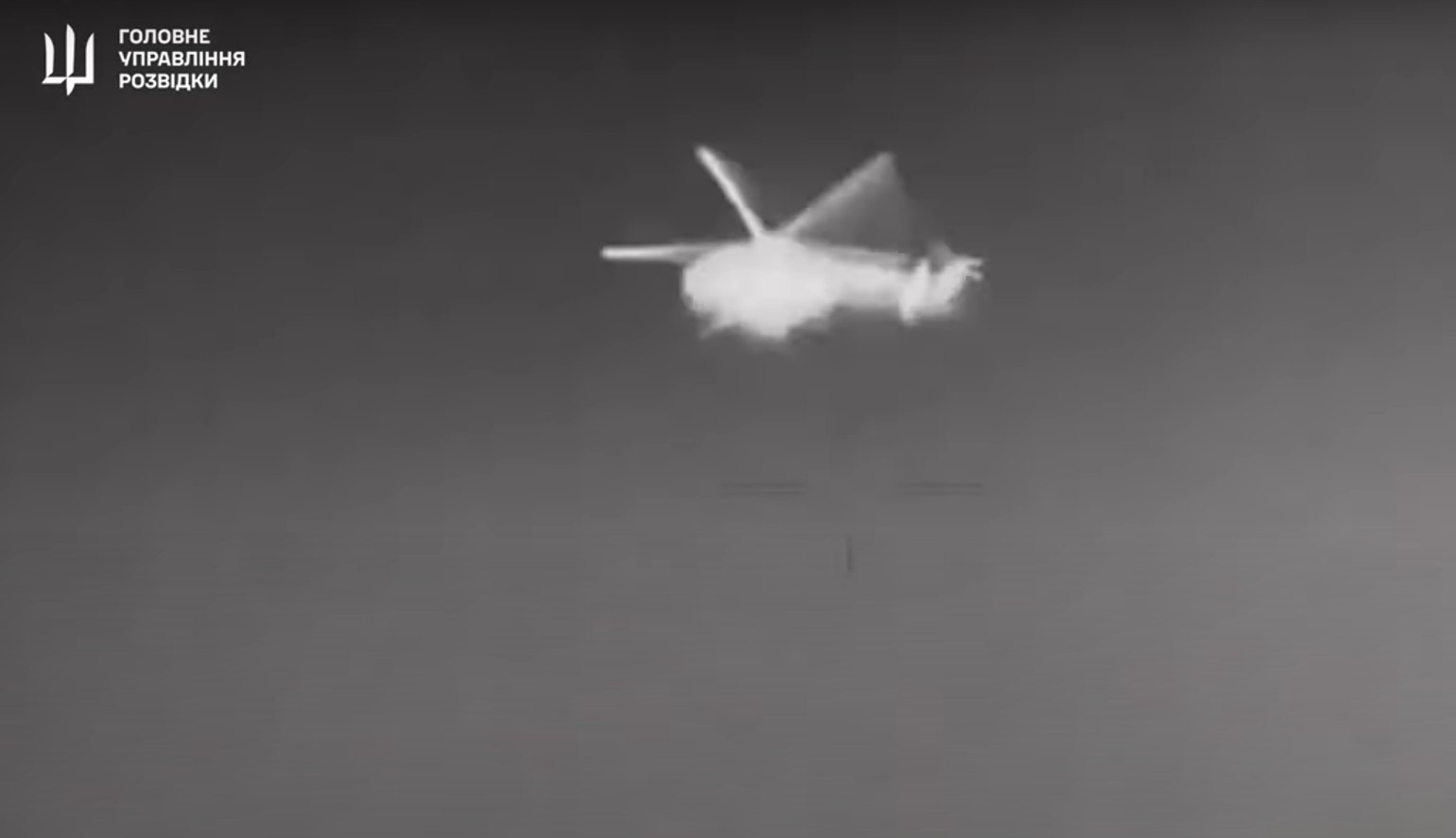
مسيرة ماجورا في5 تستهدف مروحية ميل مي-8 الروسية

في 30 مايو 2024، زعمت قوات الدفاع الجوي البحرية تدمير قاربين روسيين من نوع KC-701 Tuna بمساعدة مسيرات بحرية هجومية من طراز ماجورا في5.
في 10 أغسطس 2024، دُمر قارب روسي عالي السرعة من طراز KS 701 Tunets بالقرب من مستوطنة تشورنومورسكي.
في 31 ديسمبر 2024، أفادت المديرية الرئيسية للمخابرات أن نظام ماجورا في5 المعد لإطلاق صواريخ جو-جو آر-73 أسقط مروحية روسية من طراز ميل مي-8 بالقرب من شبه جزيرة تارخانكوت، في غرب شبه جزيرة القرم وألحق أضرارًا بأخرى، والتي أسقطت القذائف المضيئة أثناء الهجوم وتمكنت في النهاية من العودة إلى القاعدة.

## الخصائص التكتيكية والفنية
نشرت وزارة التحول الرقمي بعض الخصائص التقنية للمركبة البحرية المسيرة في نوفمبر 2022: 
- الطول: 5.5 متر
- الوزن الإجمالي: < 1000 كجم
- نطاق التشغيل: حتى 400 كم
- نطاق التشغيل: حتى 800 كم
- المدى: حتى 60 ساعة
- الحمولة: ما يصل إلى 200 كجم، صاروخ جو-جو واحد على الأقل من طراز آر-73 . [20]
- سرعة الانطلاق: 41 كم/ساعة
- السرعة القصوى: 42 عقدة (78 كم/ساعة)
- طرق الملاحة: الملاحة عبر الأقمار الاصطناعية آليًّا، بالقصور الذاتي، والبصري
- نقل الفيديو: ما يصل إلى ثلاثة تدفقات فيديو عالية الدقة
- الحماية التشفيرية: تشفير 256 بت
- تكلفة الإنتاج: حوالي 273000 دولار أمريكي

ويذكر أنه بالإضافة إلى المركبة المسيرة نفسها، المجهزة بنظام الطيار الآلي، وأنظمة الفيديو الفرعية، بما في ذلك الرؤية الليلية، ووحدات الاتصالات الاحتياطية ووحدة قتالية، فإنها تشمل محطة تحكم مستقلة أرضية، ونظام نقل وتخزين ومركز بيانات.